# Samundri
Samundri (in urdu: سمندری) è una città del Punjab, Pakistan. Ha una popolazione di 20.000 persone.